# 새만금교통
새만금교통(―交通)은 전북특별자치도 부안군의 옛 농어촌버스 업체였다. 본사는 전북특별자치도 부안군 부안읍 봉덕리 574-43번지에 있었다.

## 역사
1985년 7월 10일 전북여객(현 전북고속) 부안영업소가 분리 독립하였으며, 2010년 9월 금일여객에서 현재의 사명으로 변경하였고, 2011년 9월 28일 부도로 폐업하였다. 새만금교통이 폐업한 이후 해당업체에서 운행했던 차량 및 노선은 2012년 4월 1일 부안사랑버스(扶安―)로 재탄생하였다.

## 운행 노선
부안스마일교통과 함께 1달 간격으로 순환하면서 배차에 참여했다.

## 같이 보기
- 전북고속
- 부안스마일교통
- 부안사랑버스